# Стигма (буква)
Вижте пояснителната страница за други значения на Стигма.
Стѝгма (голяма Ϛ, малка ϛ) е съчетание (лигатура) на гръцките букви сигма и тау, която в съвремието понякога се използва за обозначаване на гръцката цифра 6. Въпреки това буквосъчетанието στ (или ΣΤ) се използва по-широко за изразяване на числителното бройно „6“ или числителното редно „6-и“.
Знакът е заложен в Уникод под названието „Гръцка буква стигма“ (U+03DA) и „Гръцка буква стигма (малка)“ (U+03DB). Малката буква стигма (ϛ) е почти еднаква с малкия краесловен облик на сигма (ς).
„Стигма“ се използва и като название за курсивното изображение на буквата дигама (сампи), когато последната се използва за гръцката цифра 6. Но това име е съвременна неточност, тъй като лигатурата ϹΤ не е съществувала в древността и се открива единствено в по-късни средновековни ръкописи. В Лексикона на византийския гръцки език на Софокъл, който покрива късноантичния гръцки (до около 1000 г. сл. Хр.), буквата стигма не е упомената нито като лигатура, нито като цифра.